# Shop-show
A Shop-show (Mallrats) Kevin Smith amerikai filmrendező 1995-ben forgatott filmszatírája, melynek forgatókönyvét más filmjeihez hasonlóan saját maga írta. A cselekmény középpontjában New Jersey egyik bevásárlóközpontja áll, habár a film jeleneteit Minnesotában forgatták. A történet mellékszereplőiként e filmben is feltűnik Jay és Néma Bob, a két kissé ütődött füves, amelyek közül Néma Bob szerepét a rendező játssza el. Emellett történik számos visszautalás a Shop-stop eseményeire is. A kis költségvetésű produkcióban jó nevű hollywoodi filmsztárok is szerepelnek: Jason Lee, Ben Affleck, valamint a képregénymogul Stan Lee.

## Cselekmény
|  | Alább a cselekmény részletei következnek! |

Brandi a színpadon

T.S. és Brodie régi haverok, akikkel egyszerre szakítanak kedveseik. Brandi azért veszett össze T.S.-szel, mert a lány megígérte zsarnokoskodó apjának, hogy beugróként szerepel annak televíziós vetélkedőjében. A vetélkedőben három fiú ismeretlenül próbálja majd randira hívni, élő közönség előtt. A show-t egy bevásárlóközpontban rendezik meg, és ez a helyszíne a film szinte minden lényeges történésének. René azért szakít Brodieval, mert megunta, hogy a srác életét a képregények és a videojátékok töltik ki, vele szemben figyelmetlen, gyakran goromba, és még az anyjának sem mutatja be.
Mindkét srácot váratlanul éri a szakítás, főként T.S.-t, aki éppen aznap indult volna Brandivel Floridába, ahol a Disney stúdióban romantikus (?) körülmények között szerette volna megkérni a kezét. Éppen a bevásárlóközpontban keresnek vigasztalást, ahol furcsa fazonok gyülekeznek. Jay és Néma Bob, akik most éppen nem a Villámgyors Vegyesbolt (Quick Stop Groceries), hanem egy kisállat-kereskedés előtt ácsorognak. Bob éppen a Jedi-trükköt próbálja begyakorolni: akaratával mozgatni meg a tárgyakat. Trícia, a szuperokos 15 éves kislány, aki kísérleteket végez egy készülő könyvéhez, amely a 14-30 éves férfiak szexuális szokásairól szól majd, és egy kiadótól máris kapott 20 ezer dollár előleget. Shannon Hamilton, a Divatos Hím nevű üzlet tulajdonosa, akinek életcélja minden lehetséges nő elcsábítása anális szexre egy Volkswagen hátsó ülésén. Felbukkan még a kissé könnyűvérű Gwen, aki régen T.S. barátnője volt, de végül segít majd Brandinek visszatalálni a fiúhoz; Ivanah, a három mellbimbóval szélhámoskodó topless áljósnő és Stan Lee, a világ legismertebb képregényeinek megalkotója.
T.S. vissza akarja kapni barátnőjét, ezért kapóra jön neki Jay és Néma Bob terve az épülő színpad lerombolására. A két balfék füves azonban rendre elbaltázza kísérleteit, sőt La Fours, a biztonsági őrök rettegett főnöke elől kénytelenek menekülni. Ekkor változtatnak a terven, és a show három udvarlójelöltje közül kettőt kifektetnek marihuánás cigarettával, helyükre T.S. és Brodie ugrik be, de ez csak az utolsó pillanatban derül ki, amikor Brandi apja már nem tehet ellene semmit. A show elindul, T.S. a nézősereg előtt vall szerelmet Brandinek, és a végén Brodie is visszaszerzi Renét, egyúttal leleplezi Shannont egy videófelvétellel, amelyen a kiskorú Tríciával hetyeg.

## Néma Bob szövege
A film legvégén, amikor Néma Bob éppen hallgatja Jay dicséretét, amiért a "Jedi-trükk" alkalmazásával sikerült behelyeznie a videókazettát a lejátszóba, a következőt válaszolja:
Kaland? Izgalom? A Jedi nem komálja az ilyesmit!

## Készítés
A Shop-stop elkészítése és sikere után Kevin Smith rögvest nekilátott egy újabb film készítésének, Scott Mozier producer hathatós közreműködésével. A főbb szerepekre Jeremy Londont, egy ismert TV-színészt, és a Beverly Hills 90210 című sorozattal már nagy hírnévre szert tett Shannen Dohertyt nyerte el. Harmadikként az addig filmes tapasztalattal egyáltalán nem rendelkező gördeszkást, Jason Lee-t nyerte meg. Lee filmes karrierje ekkor kezdődött, majdnem az összes Kevin Smith-filmben kapott egy mellékszerepet, ő lett Smith gyermekének a keresztapja, valamint saját sorozatot indított A nevem Earl címmel.
A mellékszerepekben is érdekes válogatások történtek: Ben Affleck, aki addig viszonylag ismeretlen volt, egy csapásra híres lett a filmmel, s később szintén szerepelt a legtöbb Kevin-Smith-filmben, akár csak egy epizódszerep erejéig is. A legnagyobb gond Jay szerepével volt, mivel a stúdió nem akarta, hogy a kábítószerfüggő Jason Mewes újra eljátssza a szerepét. Így neki is válogatáson kellett részt vennie, olyan színészek ellenében, mint Breckin Meyer vagy Seth Green.

## Szereplők
| Szerep             | Színész           | Magyar hang        |
| ------------------ | ----------------- | ------------------ |
| Brodie Bruce       | Jason Lee         | Széles Tamás       |
| T.S. Quint         | Jeremy London     | Bor Zoltán         |
| Brandi Svenning    | Claire Forlani    | Hámori Eszter      |
| Rene Mosier        | Shannen Doherty   | Sajgál Erika       |
| Jay                | Jason Mewes       | Rajkai Zoltán      |
| Néma Bob           | Kevin Smith       | Garai Róbert       |
| Gwen Turner        | Joey Lauren Adams | Timkó Eszter       |
| Shannon Hamilton   | Ben Affleck       | Pusztaszeri Kornél |
| Ivannah            | Priscilla Barnes  | Tóth Judit         |
| Mr. Jared Svenning | Michael Rooker    | Háda János         |
| Tricia Jones       | Renée Humphrey    | Szénási Kata       |
| Willam Black       | Ethan Suplee      | Salinger Gábor     |
| Gill Hicks         | Brian O'Halloran  | Szokol Péter       |
| Stan Lee           | Stan Lee          | Gruber Hugó        |

## Házimozi-megjelenés
1999-ben megjelent a film DVD-n is, 5.1-es hanggal, anamorf szélesvásznú képpel. Az extrák között rendezői kommentár, kimaradt jelenetek, egy The Goops-videóklip, valamint egy filmelőzetes található.
2005-ben a tizedik évfordulóra kijött egy speciális kiadás, melyben számos kivágott jelenet is helyet kapott.

## Kapcsolat Kevin Smith filmjeivel
- A Shop-Show egy nappal a Shop-stop előtt játszódik
- Az áruházban felbukkan egy "Clerks" feliratú kalap
- Willam Black visszatér ebben a filmben is, habár teljesen másként néz ki, mivel Scott Mozier helyett Ethan Suplee játssza.
- Walt Flanagan, aki a Shop-stopban kisebb szerepeket játszott, visszatér, Walt Grover szerepében.
- A Jones-nővérek hármasából Trish Jones szerepel a filmben. Heather Jones a Shop-stopban, Alyssa Jones a Képtelen képregényben szerepel.
- Brian O'Halloran eljátssza Dante Hicks unokatestvérének, Gil Hicksnek a szerepét.
- A film legvégén, amikor Jay és Néma Bob elsétálnak egy orangutánnal, később valóban megtörténik. Ez a cselekmény adja ugyanis az alapját a Jay és Néma Bob visszavág című filmnek.